# 伊木忠親

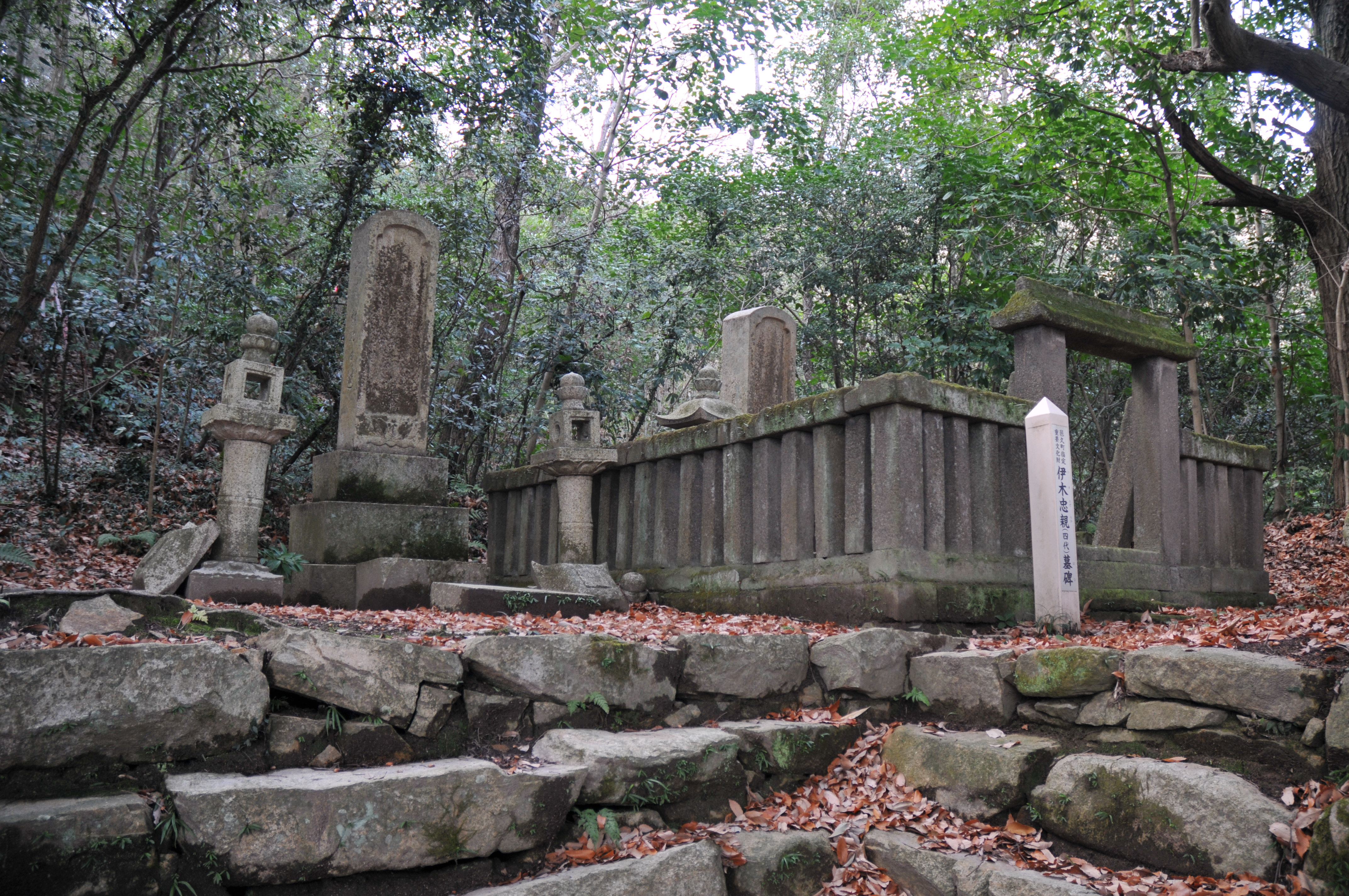
伊木忠親夫妻の墓

伊木 忠親（いぎ ただちか、承応元年（1652年）11月 - 宝永元年8月22日（1704年9月20日））は、岡山藩筆頭家老。伊木家4代当主。官位は従五位下。通称は清兵衛。主君は池田綱政。

## 生涯
忠親は3代伊木忠貞の七男で、側室・於以津（清松院）との子である。正室にも6人の男児が生まれたが、いずれも早世した。幼名は三次郎、のち長十郎。元服の後、勘解由忠虎と名乗った。
寛文12年（1672年）6月28日、父が江戸から岡山への帰途に急死する。同年9月9日、家督を相続し清兵衛忠親と改名した。鳥取藩家老・荒尾成元の娘・於利津と婚姻した。延宝8年（1680年）、藩主綱政が虫明陣屋を訪ね、伊木家の知行地を視察した。
貞享元年（1684年）、正室・於利津が死去した。享年27。夫妻に子はなかった。側室に京都の松井氏の娘・於津磨を迎えていたが、こちらにも子はなかった。於津磨は享保13年（1728年）に66歳で死去している。
元禄14年（1701年）、赤穂事件が起こる。吉良邸討ち入りを指揮した大石良雄の母は岡山藩家老・池田由成（天城池田家）の娘であったことから、幕府に配慮し、筆頭家老の忠親は天城池田家の当主とともに隠居を命じられた。さらに3万3千石の知行は3千石減の3万石となり、これが幕末まで続いた。天城池田家も同様に減禄となった。忠親には嫡子がなかったため、同腹の姉・豊の子で分家の伊木将監を養子とし、5代忠義として家督を譲った。
宝永元年（1704年）死去、享年53。法名は瑞興院殿祥巖慈雲大居士。墓所は伊木家千力山墓所（岡山県瀬戸内市）。